# Ольшанка (Челябінська область)
Ольшанка (рос. Ольшанка) — селище у Чесменському районі Челябінської області Російської Федерації.
Входить до складу муніципального утворення Чорноборське сільське поселення. Населення становить 0 осіб (2013). Населений пункт розташований на території українського культурного та етнічного краю Сірий Клин.

## Історія
Від 18 січня 1935 року належить до Чесменського району Челябінської області.
Згідно із законом від 12 листопада 2004 року органом місцевого самоврядування є Чорноборське сільське поселення .

## Населення
| 2002 | 2010 | 2011 | 2012 | 2013 |
| ---- | ---- | ---- | ---- | ---- |
| 17   | ↘0   | →0   | →0   | →0   |